# Берлінген (Німеччина)
Берлінген (нім. Berlingen) — громада в Німеччині, розташована в землі Рейнланд-Пфальц. Входить до складу району Вульканайфель. Складова частина об'єднання громад Герольштайн.
Площа — 3,59 км2. Населення становить 222 ос. (станом на 31 грудня 2020).